# Suzuki F
Suzuki F — серия рядных трёх- и четырёхцилиндровых бензиновых двигателей внутреннего сгорания, выпускавшихся японской компанией Suzuki и лицензированных многими автопроизводителями. F — первый четырёхтактный автомобильный двигатель Suzuki.

## Трёхцилиндровые двигатели

### F5A
F5A — трёхцилиндровый двигатель на базе F8A с диаметром цилиндра и ходом поршня 62 мм × 60 мм. Существуют версии с 6, 9 и 12 клапанами, клапанными механизмами SOHC или DOHC, карбюратором или системой впрыска топлива, а также с турбонаддувом или без наддува.
- Мощность: 21—47 кВт (28—63 л. с.)
- Крутящий момент: 41—86 Н⋅м

Применения:
- SOHC (6 клапанов)
  - 1980—1988 Suzuki Alto SS40/CA71
  - 1980—1989 Suzuki Carry/Every ST40/DA71
  - 1981—1988 Suzuki Fronte SS40/CB71
  - 1982—1988 Suzuki Cervo SS40C
  - 1983—1988 Suzuki Mighty Boy SS40T
- SOHC (6 клапанов; турбонаддув)
  - 1985—1987 Suzuki Cervo SS40C
  - 1985—1988 Suzuki Alto CA71
  - 1986—1990 Suzuki Jimny JA71
  - 1987—1989 Suzuki Every DA71V
- SOHC (9 клапанов)
  - 1987—1989 Suzuki Every DA71V
- DOHC (12 клапанов)
  - 1987—1988 Suzuki Alto CA71
  - 1987—1988 Suzuki Fronte CB71
- DOHC (12 клапанов; турбонаддув)
  - 1987—1988 Suzuki Alto Works CA71

### F5B
F5B — двигатель объёмом 547 см3, являющийся преемником двигателя F5A. Диаметр цилиндра и ход поршня — 65 мм × 55 мм. Двигатель выпускался с клапанными механизмами SOHC или DOHC, 6 или 12 клапанами, с турбонаддувом или без наддува. Двигатели выпускались с 1989 по 1990 год, после чего японское правительство изменило максимальный рабочий объём для кей-каров до 660 см3.
- Мощность: 25—47 кВт (34—63 л. с.) при 6500—7500 об/мин
- Крутящий момент: 42—76 Н⋅м при 4000—6000 об/мин

Применения:
- SOHC (6 клапанов)
  - 1989—1990 Autozam Scrum DG41
  - 1989—1990 Suzuki Carry/Every DA41
  - 1988—1990 Suzuki Alto CL11
- SOHC (6 клапанов; турбонаддув)
  - 1989—1990 Autozam Scrum DG41
  - 1989—1990 Suzuki Carry/Every DA41
  - 1988—1990 Suzuki Alto Works S CL11
- SOHC (12 клапанов)
  - 1989—1990 Autozam Carol AA5
  - 1988—1990 Suzuki Alto CL11
  - 1988—1990 Suzuki Cervo CG72
  - 1988—1989 Suzuki Fronte CN11S
- DOHC (12 клапанов)
  - 1988—1990 Suzuki Alto CL11
- DOHC (12 клапанов; турбонаддув)
  - 1988—1990 Suzuki Alto Works RS CL11

### F6A
Двигатель F6A объёмом 657 см3 на базе F5B был представлен в 1990 году. Диаметр цилиндра — 65 мм, ход поршня — 66 мм.
- Мощность: 26—47 кВт (36—63 л. с.) при 6000—7000 об/мин
- Крутящий момент: 50—90 Н⋅м при 3500—4000 об/мин

Применения:
- SOHC (6 клапанов)
  - 1990—1998 Autozam/Mazda Scrum DG51
  - 1990—1998 Autozam/Mazda Carol AA6/AC6
  - 1990—1998 Suzuki Alto CL22/HA11
  - 1990—1998 Suzuki Carry/Every DA/DC51
  - 1994—1998 Suzuki Cervo Mode CN21
- SOHC (6 клапанов; турбонаддув)
  - 1990—1998 Suzuki Cervo Mode CN21
  - 1990—1998 Suzuki Jimny JA11/12
  - 1990—2000 Autozam/Mazda Scrum DG51/52
  - 1990—2000 Suzuki Carry/Every DA/DC/DE51-52
  - 1999—2000 Suzuki Carry DA/DB52
  - 1991—2000 Autozam/Mazda Carol AA64/AC6P/HB12
  - 1991—2000 Suzuki Alto Works CL21/HA11-12
  - 1993—1998 Suzuki Wagon R CT21
  - 1998—2000 Suzuki Kei HN11S/Mazda Laputa HP11S
- SOHC (12 клапанов)
  - 1990—1998 Suzuki Cervo Mode CN22
  - 1990—2000 Autozam/Mazda Carol AA64/AC6/HB12
  - 1990—2000 Suzuki Alto CL22/HB11-12
  - 1996—2000 Mitsuoka Ray[3]
  - 1997—2000 Autozam/Mazda Scrum DL51/DG52
  - 1997—2000 Suzuki Carry/Every DA51/52
  - 1993—1998 Suzuki Wagon R CT21
- DOHC (12 клапанов; турбонаддув)
  - 1991—1994 Suzuki Alto Works RS CL22
  - 1992—1994 Autozam AZ-1 PG66SA/Suzuki Cara PG66SS
  - 1991—1995 Suzuki Cappuccino EA11R

- 12-клапанный инжекторный двигатель F6A в моторном отсеке Suzuki Wagon R
- Продольно расположенный 12-клапанный турбодвигатель F6A с двумя распредвалами в моторном отсеке Cappuccino

### F8B
F8B — 6-клапанный двигатель SOHC объёмом 796 см3 с диаметром цилиндра и ходом поршня 68,5 мм × 72 мм. Двигатель применялся исключительно в экспортных моделях Suzuki Alto и других автомобилях на индийском, пакистанском и китайском рынках.
- Мощность: 26—29 кВт (35—39 л. с.) при 5000—5500 об/мин
- Крутящий момент: 62 Н⋅м при 3000 об/мин

Применения:
- 1981—1994 Suzuki Alto 800 SS80/SB308/CA91
- 1983—1988 Suzuki FX (Пакистан)
- 1983—2014 Maruti 800
- 1983 — настоящее время Suzuki Bolan/Ravi (Пакистан)
- 1984—2019 Maruti Omni (Индия)
- 1988—2019 Suzuki Mehran (Пакистан)
- Jilin JL1010/63xx (Китай)
- Changan SC10xx/63xx (Китай; с 1990-х по 2000-е годы)
- Xi'an Qinchuan Alto (Китай; с 1990-х по 2001 год)
- 1992—2008 Changan Alto (Китай)[4]
- 1994—2001 Anhui Anchi MC6330E (Китай)
- Jiangnan Alto/Zotye TT (Китай; с 2000-х по 2010-е годы)

### F8C
F8C — лицензионный клон двигателя F8B, разработанный в 1991 году рамках технического сотрудничества между Suzuki и Daewoo.
- Мощность: 30—38 кВт (40—51 л. с.) при 5500—6000 об/мин
- Крутящий момент: 59—71 Н⋅м при 2500—4500 об/мин

Применения:
- 1991—2001 Daewoo Tico/Fino
- 1991—2021 Daewoo Damas/Labo/Attivo (также известный как Chevrolet CMV/CMP)
- 1998—2010 Daewoo Matiz/Chevrolet Spark

### F8D
F8D — 12-клапанный двигатель SOHC на базе F8B, разработанный компанией Maruti Suzuki. Впервые был представлен в 2000 году. F8D соответствует стандарту выбросов Bharat Stage VI, что эквивалентно стандарту выбросов Евро-6.
- Мощность: 35 кВт (46 л. с.) при 6000 об/мин
- Крутящий момент: 69 Н⋅м при 3500 об/мин

Применения:
- 2000—2011 Maruti 800
- 2000—2022 Maruti Suzuki Alto 800

## Четырёхцилиндровые двигатели

### F6B
F6B — 16-клапанный двигатель DOHC объёмом 658 см3. Это единственный четырёхцилиндровый двигатель серии F с турбонаддувом и интеркулером. Диаметр цилиндра и ход поршня составляют 65 мм × 49,6 мм.
- Мощность: 47 кВт (63 л. с.) при 7000 об/мин
- Крутящий момент: 82 Н⋅м при 3500 об/мин

Применения:
- 01.1990—05.1997 Suzuki Cervo Mode SR-Four CN31

### F8A
F8A — 8-клапанный двигатель SOHC объёмом 797 см3 с диаметром цилиндра 62 мм и ходом поршня 66 мм. Это первый четырёхтактный двигатель компании Suzuki.
- Мощность: 31 кВт (41 л. с.) при 5500 об/мин
- Крутящий момент: 60 Н⋅м при 3500 об/мин

Применения:
- 1977—1981 Suzuki Jimny 8 (SJ20/LJ80)
- 1977—1989 Suzuki Carry ST80-90/SK408
- 1977—1982 Suzuki Cervo SC80 (Чили)
- Jilin JL110 (Китай; 1980-е годы)
- Changan SC10xx/63xx (Китай; с 1980-х по 2000-е годы)[8]
- 1985—1992 Ford Pronto (Тайвань)

### F10A
F10A — 8-клапанный двигатель SOHC объёмом 970 см3. Диаметр цилиндра и ход поршня составляют 65,5 мм x 72 мм. Впервые двигатель был представлен в 1978 году на Suzuki SC100. В 2005 году двигатель был модернизирован путём добавления впрыска топлива и каталитического нейтрализатора в целях соответствия стандарту выбросов Евро-2. Двигатель устанавливался на Suzuki Carry 1.0 для индонезийского рынка. В 2017 году двигатель стал соответствовать стандарту выбросов Евро-4 и начал устанавливаться на Suzuki Super Carry для вьетнамского рынка. По состоянию на декабрь 2020 года двигатель F10A по-прежнему применяется в автомобилях на рынках Вьетнама и Мьянмы.
- Мощность: 29—44 кВт (39—59 л. с.) при 5500 об/мин
- Крутящий момент: 62—78 Н⋅м при 3000—4000 об/мин

Применения:
- 1978—1982 Suzuki SC100
- 1982—2006 Suzuki Jimny 1000/Samurai 1.0/Katana/Potohar SJ410
- 1983 — настоящее время Suzuki Carry ST100/SK410
- 1985—2000 Maruti Gypsy (Индия)
- 1985—1986 Holden Scurry (Австралия)
- 1986—1990 Suzuki Forsa SA410 (Индонезия)[9]
- 1986—1999 Bedford/GME/Vauxhall Rascal (Великобритания/Европа)
- 1990—2000 Maruti 1000 (Индия)
- 1992—1999 Ford Pronto (Тайвань)
- 1999—2006 Suzuki Karimun SL410R (Индонезия)[10]
- 2000—2012 Suzuki Alto RA410 (Пакистан)

Двигатели F10A объёмом 970 см3, а также версии DA/LJ462 объёмом 870 см3 (62 мм x 72 мм) и DA/LJ465Q объёмом 1051 см3 (65,5 мм x 78 мм) выпускаются в Китае и применяются в большом количестве небольших автомобилей. В основном, двигатели устанавливаются на Suzuki Carry, Suzuki Alto или даже Daihatsu Hijet.

### F10D
Suzuki F10D — рядный четырёхцилиндровый двигатель объёмом 1,1 л (1061 см3), разработанный компанией Maruti Suzuki для внутреннего рынка Индии. Впервые двигатель был представлен в 2001 году на Maruti Wagon R. Также двигатель применялся в Maruti Alto, Maruti Zen Estilo и Maruti 800 (опционально). Диаметр цилиндра и ход поршня составляют 68 мм x 72 мм, мощность — 45,5—47,7 кВт (61,8—64,9 л. с.) при 6000 об/мин (EEC), а крутящий момент — 85 Н⋅м при 3200 об/мин (EEC).
Применения:
- 1999—2010 Maruti Suzuki Wagon R (Индия)
- 2001—2010 Suzuki/Maruti Alto
- 2006—2009 Maruti Zen Estilo/Suzuki Karimun Estilo (Индия/Индонезия)